# Токсі (Алабама)
Токсі (англ. Toxey) — місто (англ. town) в США, в окрузі Чокто штату Алабама. Населення — 145 осіб (2020).

## Географія
Токсі розташоване за координатами 31°54′39″ пн. ш. 88°18′33″ зх. д. / 31.91083° пн. ш. 88.30917° зх. д. (31.910712, -88.309146). За даними Бюро перепису населення США в 2010 році місто мало площу 1,77 км², уся площа — суходіл.

## Демографія
Згідно з переписом 2010 року, у місті мешкало 137 осіб у 58 домогосподарствах у складі 38 родин. Густота населення становила 77 осіб/км². Було 74 помешкання (42/км²).
Расовий склад населення:
| - 68,6 % — білих - 31,4 % — чорних або афроамериканців |

До двох чи більше рас належало 0,0 %. Частка іспаномовних становила 1,5 % від усіх жителів.
За віковим діапазоном населення розподілялося таким чином: 19,7 % — особи молодші 18 років, 58,4 % — особи у віці 18—64 років, 21,9 % — особи у віці 65 років та старші. Медіана віку мешканця становила 47,6 року. На 100 осіб жіночої статі у місті припадало 90,3 чоловіків; на 100 жінок у віці від 18 років та старших — 86,4 чоловіків також старших 18 років.
Середній дохід на одне домашнє господарство становив 47 406 доларів США (медіана — 23 542), а середній дохід на одну сім'ю — 66 449 доларів (медіана — 44 375). За межею бідності перебувало 33,5 % осіб, у тому числі 51,0 % дітей у віці до 18 років та 23,1 % осіб у віці 65 років та старших.
Цивільне працевлаштоване населення становило 51 осіб. Основні галузі зайнятості: будівництво — 21,6 %, освіта, охорона здоров'я та соціальна допомога — 17,6 %, мистецтво, розваги та відпочинок — 13,7 %, виробництво — 11,8 %.